# Lausitzer Granitmassiv
Dieser Artikel wurde wegen inhaltlicher Mängel auf der Qualitätssicherungsseite des Portals Geowissenschaften eingetragen. Dies geschieht, um die Qualität der Artikel im Themengebiet Geowissenschaften zu steigern. Bitte hilf mit, die Mängel zu beseitigen, oder beteilige dich an der Diskussion. (+)

Begründung: Das Lemma berührt nur in sehr ungenügender Weise sein zentrales Anliegen. Die Entstehung, sein innerer Aufbau und seine Bezüge zum Kristallin benachbarter Bereiche fehlen. Das Lemma ist ein geologischer Fachbegriff (aktuell: Lausitzer Antiklinalzone). Erläutert werden aber Aspekte verschiedener Landschaftsräume.-- Lysippos 16:54, 27. Jul. 2009 (CEST)
Das Lausitzer Granitmassiv (auch: Lausitzer Scholle, Lausitzer Granodiorit-Komplex, Lausitzer Antiklinalzone) ist eine weitgehend von Granodiorit geprägte geologische Baueinheit (Massiv), die weite Teile der Oberlausitz bildet. Das wichtigste Nutzgestein des Massivs ist entsprechend das Lausitzer Granit.

## Lage
Im Süden und Südosten grenzt das Massiv an die Böhmische Kreide, zu der das Elbsandsteingebirge zählt, und an das Riesengebirgs-Iser-Kristallin (in der oblast západosudetská (lužická) / Westsudetische Zone (Lausitz)). Im Osten und Norden grenzt die in der Eiszeit (Pleistozän) ausgeformte Lausitzer Grundmoränen- und Endmoränenlandschaft.

## Geologische Geschichte
Das gesamte Massiv wurde am Ende der Kreidezeit durch eine kräftige tektonische Bewegung erfasst, angehoben und an der Lausitzer Verwerfung nach Westen über den mesozoischen Untergrund geschoben. Die unterschiedliche Widerstandsfähigkeit der Gesteine ist in der Landschaft als Steilstufe zu erkennen. Besonders deutlich ist dies an der Dresdner Elbtalweitung sichtbar. Die Kante der Lausitzer Platte erstreckt sich hier von Loschwitz über Radebeul bis nach Meißen.
Durch die Hebung wurde der Flusslauf der Elbe aus seiner nördlichen Richtung nach Nordwesten abgedrängt. Zurück blieb das alte Elbetal mit dem aus Böhmen herangetragenen Sand und Kies, der heute den Untergrund der Königsbrück-Ruhlander Heiden bildet und teilweise auch abgebaut wird.
Das Massiv ist an den Rändern verstärkt von Eruptivgestein durchsetzt, das auf rege vulkanische Tätigkeit im Paläogen zurückgeht. Alte wie junge Gesteine unterlagen im weiteren Verlauf des Tertiärs subtropischem Klima und starker Verwitterung, die eine schroffe Landschaft bildeten. Während des Paläogens entstanden ausgedehnte Sumpfwälder im Vorland des Granitmassivs. Ihre Überreste bilden heute die ergiebigen Braunkohlelagerstätten der Lausitz.
In der anschließenden Eiszeit wurden diese Wälder durch die Geschiebe der Eismassen bedeckt. Östlich von Meißen entstanden zwischen Radeburg, Königsbrück und Kamenz wertvolle Kaolin-, Schamotte- und Quarzsand-Lagerstätten. Kaolin ist der entscheidende Rohstoff für die Herstellung von Meißner Porzellan.

## Mögliche Nutzung für die Lagerung radioaktiver Stoffe
Die Nutzung der Zone für die Lagerung radioaktiver Abfälle bzw. auch als Atomendlager im Rahmen der Endlagersuche in Deutschland wurde diskutiert.